# Bellamy Cay
Pour les articles homonymes, voir Bellamy.
Bellamy Cay est une île des îles Vierges britanniques, située en mer des Caraïbes. Il s'y trouve un restaurant et un bar connu sous le nom de Last Resort qui appartenait à un héros de guerre britannique, Tony Snell. Il n'y a pas d'autres habitants. L'île est entièrement située à l'intérieur de la baie Trellis, sur Beef Island et fait partie de la voie aérienne de l'aéroport international Terrance B. Lettsome.